# Resolutie 15 Veiligheidsraad Verenigde Naties
Resolutie 15 van de Veiligheidsraad van de Verenigde Naties werd unaniem goedgekeurd op de 87e vergadering van de VN-Veiligheidsraad in 1946. Enkel over paragraaf °3 werd gestemd.

## Achtergrond
In 1946 brak de Griekse Burgeroorlog uit, een oorlog tussen de regering en communistische rebellen in het noorden van het land. Volgens Griekenland werden die communisten gesteund door de buurlanden, Albanië, Joegoslavië en Bulgarije, die allemaal kort tevoren communistisch waren geworden. De drie landen ontkenden evenwel de beschuldiging.
In 1947 werd een commissie ter plaatse gestuurd om de zaak te onderzoeken. Toen die in juni rapporteerde verwierp de Sovjet-Unie haar aanbevelingen. De Sovjet-Unie wilde de schuld bij Griekenland leggen, terwijl de Verenigde Staten de drie communistische landen wilden veroordelen. Verschillende ontwerpresoluties van beide landen werden door de ander met het vetorecht tegengehouden; ook een van de VS die de kwestie wilde doorspelen aan de Algemene Vergadering. Een volgende resolutie van de VS die de kwestie definitief van de agenda schrapte werd wel aangenomen.

## Inhoud
De resolutie bestond uit de volgende overwegingen:
- verschillende mondelinge en schriftelijke verklaringen van de vier betrokken landen werden reeds gepresenteerd aan de Veiligheidsraad;
- de Raad vond dat verder onderzoek inzake nodig was alvorens conclusies te trekken;
- daarom besloot de Raad om een onderzoekscommissie op te richten die feitelijke informatie over het grensgeschil moest vergaren;
- deze commissie moest bestaan uit een vertegenwoordiger van elk lid van de Veiligheidsraad zoals deze zou zijn samengesteld in 1947;
- de commissie moest ten laatste op 15 januari ter plaatse geweest zijn en dan zo snel mogelijk met een rapport voor de dag komen. Indien zelf gewenst of op vraag van de Veiligheidsraad konden er ook tussentijdse rapporten gemaakt worden;
- de commissie had de bevoegdheid om waar nodig op het grondgebied van de vier landen haar onderzoek te voeren naar de oorzaken en aard van het grensgeschil;
- de commissie mocht om dezelfde reden eveneens een beroep doen op de overheden, functionarissen en burgers of andere bronnen in deze landen;
- de Veiligheidsraad vroeg de secretaris-generaal de overheden van de vier landen te contacteren om het onderzoek te vergemakkelijken;
- elk lid van de commissie mocht assistenten kiezen. De secretaris-generaal werd gevraagd dit personeel en bijstand te leveren;
- van de vier betrokken landen werd een vertegenwoordiger gevraagd ter bijstand van de commissie;
- de commissie mocht naar believen voorstellen formuleren om het grensgeschil mee op te lossen.

Lijst ·  1 ·  2 ·  3 ·  4 ·  5 ·  6 ·  7 ·  8 ·  9 ·  10 ·  11 ·  12 ·  13 ·  14 ·  15